# (2872) Gentelec
(2872) Gentelec (1981 RU) – planetoida z pasa głównego asteroid okrążająca Słońce w ciągu 4,55 lat w średniej odległości 2,74 j.a. Odkryta 5 września 1981 roku.